# Schleid (Turyngia)
Schleid – miejscowość i gmina w Niemczech, w kraju związkowym Turyngia, w powiecie Wartburg.
Niektóre zadania administracyjne gminy realizowane są przez miasto Geisa, które pełni rolę "gminy realizującej" (niem. "erfüllende Gemeinde").